# ゲイ・ボルグ
ゲイ・ボルグ（Gáe Bolg）は、アイルランドの説話に登場するクー・フーリンの持つ槍。ゲイ・ボルガ（Gáe Bolga）、ゲイ・ブルグ（Gáe Bulg）、ゲイ・ブルガ（Gáe Bulga）ともいい、「Gáe」は「ガエ」とも転写される。スカータハによって授けられたとされる事が多いが、これを授けたのはアイフェだとする古文献もあり、『クーリーの牛争い』の『レンスターの書』所収の版ではこの槍をゲイ・アイフェ（アイフェの槍）とも呼んでいる。

## 概要
この槍がいかに生まれ、クー・フーリンの手に渡ったかを説明する詩が現存している。「かつて紅海の洋上で二頭の海獣 コインヘン と クリード が死闘を繰り広げていた。戦いに敗れた クリード の頭骨は海岸へと流れ着き、これを発見した東方の名高い戦士 ボルグ・マックベイン  はその骨から槍『ゲイ・ボルグ』をこしらえ、支配者 Mac Iubar へと献上した。 この槍は Mac Iubar の弟子 Lena、Dermeil、 Dermeil の師匠であるスカータハ、と人々の手を経て、スカータハからアイフェへと譲り渡された。アイフェは自身の息子の殺害に使われる事になる槍を作りあげた。クー・フーリンはゲイ・ボルグをアイルランドへと持ち込んだ。」アイフェが槍を作成するくだりが意味するところは明瞭ではないが、オカリーの講義録には、クー・フーリンが持つゲイ・ボルグは Bolg Mac Buain が海獣の骨から作った槍そのものではなくこれを手本にアイフェが新しく作った槍であろう、との説明がある。
この詩によればゲイ・ボルグのボルグは人名でありこの槍の名は「ボルグの槍」という意味になるが、現代ではこの説は重視されずボルグは「袋」を意味すると説明される。
ゲイ・ボルグは銛のような形状をしており、投げれば30の鏃となって降り注ぎ、突けば30の棘となって破裂する。そのためこの武器を紹介するときに銃の項目でなされることもある。クー・フーリンは足を使ってこの槍を投擲したと言われており、ゲイ・ボルグを槍の名ではなくこの投擲法の名とする説もある。ゲイ・ボルグは怪力無双のクー・フーリンにしか扱えないほど重いとされる話もあるが、他の人物が手に持つことがあり、重量に関する逸話は後世の彩飾の可能性が高い。基本的にクー・フーリンは水辺でしかこの槍を使用しておらず著者によっては「水中でしか使えない」とされる事もある。この槍の攻撃は「下からくる技」であり、ゲイ・ボルグを知っていたフェル・ディアドは下からくるのを警戒し盾を下に構えている。また、手で投擲する記述の場合も浅瀬でありながら水面をかすめるように投げつけている。
投げた場合の能力は前述の他に、敵軍に残らず刺さる、敵を逃さず命中する、稲妻のような速さで敵をまとめて貫くなどがある。突き刺した場合の能力はより多岐に渡り、敵の全身に毒を残す、全身の内臓と血管の隙間に大釘を残す、どんな防具も貫通する、奇妙な軌道で突き刺さる、無数に枝分かれして刺さる、この槍でつけた傷は治らない、刺された者は必ず死ぬなどがある。その能力の通り、ゲイ・ボルグで刺された相手は必ず一撃で致命傷を負っている。どちらの能力も、通常の武器にあるまじき破裂を基本としている。このためかは不明だが、クー・フーリンが通常の戦闘において振るう武器は凶槍ドゥヴシェフ、光の剣クルージーン・カサド・ヒャンやありふれた投擲物であり、ゲイ・ボルグを用いることは少なく、同格の敵との決闘でも最後の最後に用いるのみである。
この槍を用いてクー・フーリンはコンラ、ローホ・マク・エモニシュ、フェル・ディアドといった戦士を殺害している。コンラはクー・フーリン自身の息子であり、フェル・ディアドよりも先に殺されていることが、先に触れたゲイ・ボルグの伝来について語る詩や『クーリーの牛争い』の『レンスターの書』所収の版で示されている。ローホ・マク・エモニシュとフェル・ディアドは共に『クーリーの牛争い』においてアイルランド連合軍の代表としてクー・フーリンと対決する人物である。ローホ・マク・エモニシュは戦闘に臨めば敵の刃を跳ね返すほどに硬化する皮膚の持ち主であるが、その皮膚で守られていない肛門をゲイ・ボルグで貫かれて死亡する。フェル・ディアドもローホと同様に硬化する皮膚の持ち主であり、こちらもゲイボルグで肛門を貫かれて死亡した。肛門を貫いたというのが有名だが、フェル・ディアドの鎧を突き破り胴体を貫通した等、守りを無視して貫く資料も多い。
『クーリーの牛争い』の『レンスターの書』所収の版では被害者に突き刺さったこの槍はそのまま引き抜くことはできず、先に周囲の肉を取り除く必要があるとされる。2本のゲイ・ボルグが心臓と肛門に突き刺さったフェル・ディアドの遺体を前に、クー・フーリンは、自身の戦車御者ライグに遺体を切開してゲイ・ボルグを回収するよう命じている。